# Ryszard Szwarc
Ryszard Szwarc (ur. 21 września 1956 we Wrocławiu) – polski matematyk, specjalizujący się w analizie harmonicznej.

## Życiorys
W 1980 ukończył studia matematyczne na Uniwersytecie Wrocławskim, tam doktoryzował się w 1985 na podstawie pracy An Analytic Series of Irreducible Representations of the Free Group, napisanej pod kierunkiem Tadeusza Pytlika. Habilitował się w Instytucie Matematycznym PAN na podstawie pracy Wielomiany ortogonalne i związane z nimi algebry splotowe w 1994. Od 1980 jest pracownikiem Instytutu Matematycznego Uniwersytetu Wrocławskiego, w 1997 mianowany profesorem nadzwyczajnym, w 1999 otrzymał tytuł profesora zwyczajnego.
W 1993 otrzymał Nagrodę im. Stefana Banacha.